# دقات القلب (فلم)
دقات القلب ((بالفرنسية: Les Amours imaginaires) (العنوان الفرنسي: الحب المتخيل) هو فيلم درامي كندي لعام 2010 من إخراج كزافييه دولان. تتبع قصة صديقين يقعان في حب نفس الرجل. تم عرضه لأول مرة في قسم Un Certain Regard في مهرجان كان السينمائي لعام 2010.

## تطور الحبكة
يلتقي فرانسيس وماري مع نيكولاس في حفل عشاء، حيث يتظاهر كلاهما بعدم الاهتمام به. على مدى الأسبوعين المقبلين، يشّكل الثلاثة صداقة حميمة، ويجتمعون بانتظام وحتى ينامون معًا في نفس السرير. ومع ذلك، فمن الواضح أن كلا من ماري وفرانسيس لديهما مصلحة ليتجاوز الصداقة مع نيكولاس. لا يشعر فرانسيس بالسعادة عندما يدعو نيكولا ماري إلى المسرح. وتشعر ماري بخيبة أمل واضحة عند وصولها إلى مطعم فيتنامي مع نيكولاس بعد المسرحية لتجد فرانسيس يتناول الطعام مع العديد من الأصدقاء، وتشاهد نيكولاس على مقعد في نهاية الطاولة بعيدًا عنها. يفسر كلاهما تصرفات نيكولاس على أنها علامات على العلاقة الحميمة والمودة: نيكولاس يأكل الكرز من يد فرانسيس؛ يقول نيكولاس لماري إنه يحبها كما يحب فرانسيس. تؤدي مشاعرهم إلى التنافس على مشاعر نيكولاس، كما يتضح من تنافسهم على الهدايا التي يشترونها في عيد ميلاده.
العلاقة بلغت ذروتها في رحلة إلى منزل عطلة من عمة نيكولاس. تشعر ماري بالغيرة عندما يطعم نيكولاس فرانسيس مارشال، ويطلب منه أكله ببطء مثل «التعري»، وتذهب إلى الفراش مبكراً. في صباح اليوم التالي، استيقظت بمفردها وتراقب الاثنين وهم يرحلون معًا في المسافة. قررت أن تغادر، لكن فرانسيس يطاردها وينتهي الأمر بالمصارعة على الأرض. لم يكن نيكولاس معجبًا وقرّر أن يغادر قائلًا إن بإمكانهم الاستمرار بالحب أو تركه، كما قرر العودة من الرحلة، لا يرى نيكولاس. كل يترك له رسالة بريد صوتي وماري يكتب له رسالة حب. في النهاية، التقى فرانسيس نيكولاس وسكب مشاعره، وأخبره أنه يحبه ويريد تقبيله. يجيب نيكولاس: «كيف يمكن أن تظن أنني مثلي؟»، وترك فرانسيس مدمرًا. في وقت لاحق، أدركت ماري نيكولاس في الشارع وأخبرته أولاً أن الرسالة التي أرسلتها كانت موجهة إلى صديقتها التي تحولت عن غير قصد بمقال أكاديمي كانت تقصده. يسأل نيكولاس ماري ما إذا كانت هذه الصديقة هي حبيبها أم زوجها السابق، وهو ما تنفيه ماري بحيرة. بينما يذهب نيكولاس للمغادرة، بدعوى أنه ترك شيئًا على الموقد، تتساءل عن شعوره إذا كانت تنوي قصيدة له. يقول أنه لا يزال لديه شيء على الموقد.
بعد عام، أعاد فرانسيس وماري تأسيس صداقتهما. في حفلة يرفضون محاولة من نيكولاس لتحية لهم. في المشهد الأخير، يراقبون نظرًا لضيف آخر في الحفلة ويتجهان معًا.
- كزافييه دولان في دور فرانسيس
- منيا شكري بدور ماري
- نيلز شنايدر في دور نيكولاس
- آن دورفال في دور ديزيريه
- آن إليزابيث بوس في دور Jeune femme 1
- اوليفييه مورين في دور جون هوم 1
- Magalie Lépine Blondeau في دور Jeune femme 2
- Éric Bruneau كـ Jeune homme 2
- غابرييل ليسارد في دور جون هوم 3
- بينيديكت ديكاري في دور Jeune femme 3
- فرانسوا بيرنييه في دور بايس 1
- بينوا مكجينيس في دور بايس 2
- فرانسوا كزافييه دوفور في دور بايس 3
- أنتوني هونيول في دور أنتونين
- باتريشيا دولاسني كوافير
- جودي هارجريفز كجودي
- كلارا بالاردي في دور كلارا
- مينو بتروفسكي في دور قيصر
- Perrettte Sounder كـ Coiffeuse
- صوفي دسماريس في دور روكابيل
- ماري كريستين كورمير في دور بارميد
- لويس Garrel (مظهر خاص) في دور L'invité à la soire

## قبول الجمهور والنقاد
تلقت نبضات القلب مراجعات إيجابية بشكل عام، حاليًا حصلت على تصنيف «جديد» بنسبة 74٪ على الطماطم الفاسدة؛ الدول الإجماع: "إن الفيلم الفن إلى أقصى الحدود، ودفن ' فرضية مثيرة للاهتمام وجذابة أحيانا يزدهر صناعة الأفلام مدير كزافييه دولان ل". في Metacritic ، الذي يستخدم متوسطًا لمراجعات النقاد، يحتوي الفيلم على 70/100، مما يشير إلى «مراجعات مواتية عمومًا». كتب أحد الناقدين في صحيفة نيويورك تايمز أنه مقارنة بفيلم Dolan الأول Heartbeats «يأخذ أسلوب أكثر جدية، سواء في تنفيذه الملموس - فهو يستمد الانتباه من أشياء مثل Nouvelle Vague وWong Kar-wai - وموضوعه: تصميم الأزياء وإغاظة، رغبة لم تتحقق».

## الجوائز
فاز الفيلم بجائزة سيدني السينمائية في مهرجان سيدني السينمائي 2010.

## روابط خارجية
- مقالات تستعمل روابط فنية بلا صلة مع ويكي بيانات